# سانت ويب (كورنوال)
سانت ويب (بالإنجليزية: St Veep)‏ هي قرية وأبرشية مدنية تقع في المملكة المتحدة في إنجلترا. يقدر عدد سكانها بـ 305 نسمة .